# Orden de la Familia Real (Reino Unido)

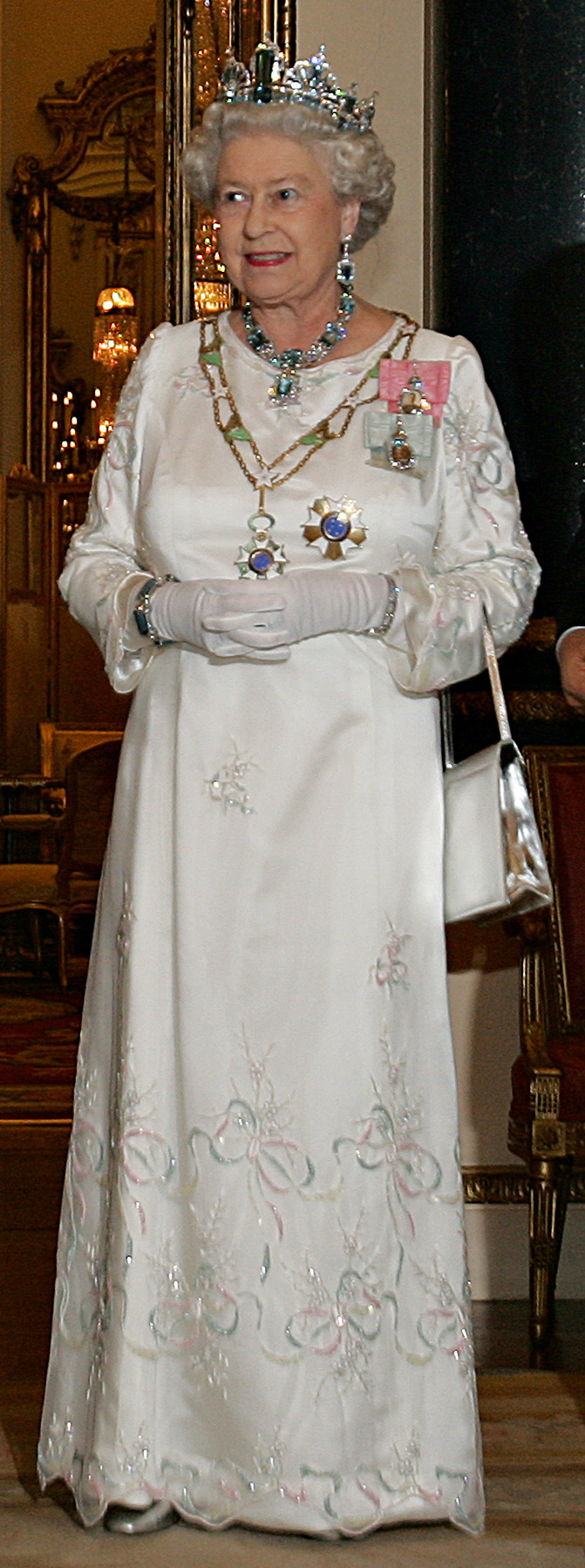
Isabel II del Reino Unido usando la insignia de la orden de su abuelo Jorge V y de su padre Jorge VI en 2006.

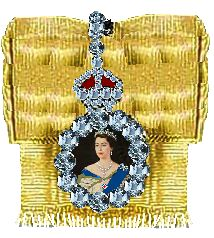
Orden de la Familia Real de la Reina Isabel II.

La Orden de la Familia Real (Royal Family Order) es una orden de la familia real que es otorgada por el soberano del Reino Unido solamente a miembros femeninos de la Familia Real Británica. La orden es más un recuerdo que una condecoración de Estado.

## Historia
La primera orden británica de la familia real fue emitida durante la regencia de Jorge IV. Antes de 1820, empezó a poner en práctica presentando la orden a damas y caballeros de la corte, particularmente a miembros femeninos de la familia real. La futura Reina Victoria recibió la orden de su tío.

## Clases
Actualmente, la orden de Isabel II existe en una sola clase. Anteriormente las órdenes de la familia real británicas constaban de tres o hasta cuatro clases. La Real Orden de Victoria y Alberto, por ejemplo, constaba de cuatro.

## Insignia
El distintivo consiste en un retrato del soberano, compuesto de diamantes, suspendidos de un listón o cinta. Esta cinta de cada una de las órdenes familiares cambian según el monarca: la del Rey Eduardo VII constaba de rojo, azul y blanco, la del Rey Jorge V, eran un azul pálido, las del Rey Jorge VI eran color rosado. Cada una contenía el retrato del monarca, usualmente con uniforme, si es varón, o en vestido de noche, si es mujer.
La orden de Isabel II está representada en un vestido de noche, usando la cinta y estrella de la orden de la Jarretera. El color de la orden es color amarillo marfil.

## Listado
- Orden de la Familia Real de Jorge IV. (1821).[1][2][3]
- Orden de la Familia Real de Victoria y Alberto (1861-1901)[5][6][7]
- Orden de la Familia Real de Eduardo VII. (1901-1910)[8]
- Orden de la Familia Real de la reina Alejandra (1902)[9]
- Orden de la Familia Real de Jorge V. (1911-1937)
- Orden de la Familia Real de Jorge VI. (1937-1952)
- Orden de la Familia Real de Isabel II. (1953-2022)
- Orden de la Familia Real de Carlos III. (2024-presente)